# Auf verlorenem Posten (1953)
Auf verlorenem Posten (Originaltitel: The Lone Hand) ist ein US-amerikanischer Western aus dem Jahr 1953 von George Sherman mit Joel McCrea und Barbara Hale in den Hauptrollen. Das Drehbuch basiert auf einer Originalstory von Irving Ravetch.

## Handlung
In den 1870er Jahren, nach dem Tod seiner Frau, zieht Zachary Hallock nach Timberline, um mit seinem Sohn Joshua und damit Familienhund Cherokee eine Farm zu gründen. Während Zachary für sein kleines Stück Land bezahlt, trifft Josh in der Stadt Daniel Skaggs, der eine hübsche ältere Schwester namens Sarah Jane hat. Als eine Gruppe von Gesetzlosen auf der Straße eine Schießerei beginnt, rennt Cherokee ins Getümmel und Josh verfolgt ihn. Von seinem Aussichtspunkt mitten auf der Straße aus entdeckt der Junge einen roten Stern auf dem Stiefel von Gus Varden, der zusammen mit seinem Bruder Jonah die Gegend seit Monaten terrorisiert und nun den Sheriff der Stadt tötet. 
Auf der verfallenen Hallock-Farm macht sich Zachary Sorgen über ihre schwindenden Finanzen, aber er und sein Sohn arbeiten in den nächsten Wochen Tag und Nacht, um Haus und Grundstück instand zu setzen. Eines Tages gibt Zack Joshs Bitten nach, George Hadleys Pferdefarm zu besuchen. Nachdem Sarah Jane und Daniel mit Sarah Janes selbst gebackenen Muffins ankommen, sehen sich die vier gemeinsam die Pferde an. Hadley bietet an, zwei Pferde gegen Zacharys erste Getreideernte einzutauschen, und drängt den widerstrebenden Farmer, sich den Regulatoren anzuschließen, einer Gruppe einheimischer Männer, die seit dem Tod des Sheriffs für Frieden sorgen. Zachary und Josh kehren auf ihren neuen Pferden nach Hause zurück, aber Josh erkennt, dass Cherokee zurückgelassen wurde, und kehrt allein um. Auf dem Weg hört Josh plötzlich Schüsse und versteckt sich. Er wird Zeuge, wie Gus und Jonah einen Pinkerton-Detektiv töten, der geschickt wurde, um sie aufzuspüren. Nachdem Gus Josh entdeckt hat, folgt er ihm heimlich nach Hause und hört dort, wie Zachary den erschrockenen Josh aisschimpft, er solle über das, was er gesehen hat, schweigen. Am Abend besuchen Hadley und die Regulatoren Zachary, um ihn erneut zum Beitritt aufzufordern. Nachdem Zachary jegliche Kenntnis des Mordes abstreitet, ist Josh von seinem scheinbar feigen Vater enttäuscht.
In den nächsten Wochen macht Zachary Sarah Jane den Hof, von der er hofft, dass sie eine Mutter für Josh sein wird. An einem Sonntag tadelt er Josh für seine Raufereien in der Kirche, weil er befürchtet, er könnte sie verschrecken. Sarah Jane belauscht ihn jedoch und versichert Zachary, dass sie sich nicht davon abbringen lässt, ihn zu heiraten. Kurz darauf schickt Zachary Josh mit dem geernteten Getreide los, das sie Hadley schulden. Unterwegs schießen die Vardens jedoch auf den Wagen und treiben die Pferde in den Fluss. Da sowohl seine Ernte ruiniert als auch seine Pferde weggelaufen sind, ist Zachary bankrott und hat das Gefühl, dass er Sarah Jane nicht heiraten kann, doch sie weigert sich, ihn zu verlassen. Später besuchen die Vardens die Farm und bieten Zachary an, ihn bei ihrem nächsten Raubüberfall mit einzubeziehen. Josh lauscht traurig, während sein Vater zustimmt. 
Am nächsten Tag folgt Josh Zachary, als dieser hilft, eine Postkutsche auszurauben Als sein Vater mit einem neuen Pferd und Wagen und einem Heiratsantrag für Sarah Jane zurückkommt, schämt sich Josh. Nachts gesteht er Zachary, dass er ihn gesehen hat.  Obwohl Zachary ihm wütend befiehlt, still zu bleiben, schleicht sich Josh ins Büro der Regulatoren, um Hadleys Hilfe in Anspruch zu nehmen. Dort angekommen hört er jedoch, wie die Männer darüber diskutieren, wie sie die Gesetzlosen töten werden, und ändert seine Meinung. Auf dem Heimweg jagt Gus Josh in die Berge, wo der verängstigte Junge Gus ausweicht, bis der Gesetzlose von einer Klippe stürzt und stirbt. Bald darauf heiraten Zachary und Sarah Jane, und sie macht sich daran, das Haus in ein einladendes Zuhause zu verwandeln. Bald jedoch beginnt Zachary nachts wieder auszugehen, und Sarah Jane wird misstrauisch. Die Streitereien zwischen ihnen werden häufiger, und schließlich beschuldigt Sarah Jane Zachary eines Nachts, ein Bandit zu sein. Zachary weigert sich, darüber zu sprechen, und sie geht und schwört dem schluchzenden Josh, dass sie immer seine Mutter sein wird. 
Kurz darauf informiert Jonah Zachary, dass ihr anonymer Chef sie am nächsten Nachmittag zu einem letzten Goldraub begleitet. Zachary, der in Wirklichkeit ein verdeckter Pinkerton-Detektiv ist, schickt Josh mit einem Telegramm los, in dem er seinem Chef mitteilt, dass er kurz vor dem Erfolg steht. Josh wird jedoch unterwegs von Hadley, dem wahren Anführer der Bande, aufgehalten, der die Nachricht liest, Josh entführt und schwört, Zachary zu töten. In der Zwischenzeit gesteht Zachary Sarah Jane seine Identität und erklärt, dass er versucht hat, sie zu beschützen, und dass er nicht erwartet hat, sie zu lieben. Sie umarmen sich und Zachary macht sich auf den Weg, um die Gesetzlosen zu treffen. In den Bergen sieht er, dass sie Josh gefesselt haben, der seinem Vater eine Warnung zuruft. Hadley schlägt Zachary nieder, aber während sie das Gold stehlen, windet sich Josh aus seinen Fesseln, gerade als Zachary wieder zu sich kommt. Als die Gesetzlosen zurückkehren, kämpfen Vater und Sohn gegen Hadley und Jonah. Zachary schlägt Jonah nieder, aber Hadley schnappt sich Josh und flüchtet. Zachary verfolgt ihn und kann nach einem langen Kampf Josh retten, der stolz in die Arme seines Vaters springt. Kurz nachdem Sarah Jane mit den Regulatoren eintrifft, geht Zacharys wiederhergestellte Familie nach Hause.

## Hintergrund
Gedreht wurde der Film von Ende Juli bis zum 21. August 1952.
Laut Nachrichtenmeldungen aus dem Jahr 1952 war der Sänger Chet Allen für die Rolle des Josh im Gespräch. Der Film wurde in Durango gedreht.
Alexander Golitzen und Eric Orbom oblag die künstlerische Leitung. Russell A. Gausman und Oliver Emert waren für das Szenenbild zuständig, Leah Rhodes für die Kostüme, Bud Westmore und Jack Kevan für das Maskenbild. Verantwortliche Toningenieure waren  Leslie I. Carey und Joe Lapis. Dewey Starkey arbeitete als Produktionsmanager, Jesse Hibbs als Regieassistent. 

## Veröffentlichung
Die Premiere des Films fand am 24. März 1953 in Oklahoma City statt. In der Bundesrepublik Deutschland kam er am 25. Juli 1953 in die Kinos.

## Kritiken
Howard Thompson von der The New York Times befand, der Film sei einer dieser gesunden kleinen Western im Familienstil, die recht angenehm kommen und gehen. Er biete einige schöne Technicolor-Hintergründe und ein Trio netter, lockerer Darbietungen von Joel McCrea, Barbara Hale und einem besonders gewinnenden jungen Mann namens Jimmy Hunt. In gemächlichem Tempo inszeniert von George Sherman, gestalte sich die Handlung für eine Weile als überraschende Abschweifung von einem vertrauten Pfad, indem sie die Reaktion eines beeinflussbaren Jungen auf den plötzlichen Absturz seines Vaters in die Kriminalität darstellt. Während die Handlung auf sichere, standardmäßige Weise gelöst werde, gebühre dem Drehbuchautor Joseph Hoffman zumindest Anerkennung für eine unkonventionelle Geste.
Der Kritiker des TV Guide sah einen Film mit faszinierender Geschichte, gekonnt inszeniert sei.
Derek Winnert schrieb, der Film sei ein bescheiden ansprechender, wenn auch vertrauter und gemütlicher Technicolor-Western, sehr gut gemacht und gespielt, sowie gut gefilmt von Kameramann Maury Gertsman. McCrea und das Drehbuch von Joseph Hoffman seien beide recht beeindruckend.
Das Lexikon des internationalen Films schrieb: „Sympathischer kleiner Western mit Humor, der - zumal der kleine Sohn des Helden eine zentrale Rolle spielt - vor allem jüngere Zuschauer anspricht.“